# Ерцгерцог

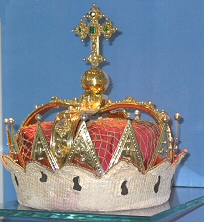
Корона ерцгерцогів Австрії

Ерцге́рцог, інколи ерцге́рцоґ (заст. укр. архикня́зь; нім. Erzherzog, лат. archidux),  — титул, який використовують лише члени австрійського монаршого дому Габсбургів. В ієрархії титулів Німеччини епохи середніх віків і нового часу ерцгерцог стоїть вище герцога, але нижче курфюрста і короля. Цей титул найближчий до титулу великий герцог (нім. Großherzog), який, однак, не використовувався в Німеччині до початку XIX століття.
Титул ерцгерцог уперше згадується в документі «Privilegium Maius», фальшивці, яка була складена австрійським герцогом Рудольфом IV (1358—1365) і мала вигляд компіляції давніх привілеїв, подарованих імператорами Священної Римської імперії австрійським монархам. У «Privilegium Maius» стверджувалося, що титул ерцгерцога, який підносить австрійських правителів над іншими герцогами імперії, ввів 1156 році імператор Фрідріх I Барбаросса. Запровадження Рудольфом IV нового титулу пояснювалося тим фактом, що в Золотій буллі 1356 Карл IV обмежив коло німецьких князів, які мали право вибору імператора, сімома монархами, не включивши до нього австрійського герцога.
Новий титул австрійських правителів не визнавався імператорами, проте вже герцог Ернст (1406—1424) і його нащадки стали його використовувати. Вперше титул ерцгерцога було визнано імператором Фрідріхом III з династії Габсбургів. Близько 1458 він дарував цей титул своєму молодшому братові Альбрехту VI, а в 1477 Сигізмунду Тірольському. Після 1482 титул ерцгерцога став використовувати син і спадкоємець Фрідріха III Максиміліан I, майбутній імператор.
Починаючи з XVI століття титул ерцгерцога перестав означати винятково монарха Австрії, а став використовуватися всіма членами династії Габсбургів. У цьому сенсі він був аналогічний використанню титулів принц або князь в інших королівських родинах Європи. Ця практика збереглася в період Австрійської імперії (1804—1867) і за часів Австро-Угорщини (1867—1918).
Після ліквідації монархії в Австрії 1918 року дворянські титули були скасовані. В Австрійській Республіці використання титулу ерцгерцога вважається незаконним. Проте численні нащадки Габсбургів, які живуть за межами Австрії, користуються титулом досі.